# Имехин
Имехин (Imechinum). Ганглиоблокатор. 2,2,6,6-Тетраметилхинуклидина йодметилат.

## Общая информация
По химическому строению имехин является четвертичным производным препарата темехин. Оба являются ганглиоблокирующими препаратами, однако имехин отличается тем, что оказывает кратковременное действие и вызываемый им гипотензивный эффект легко управляем при соответствующем дозировании. В связи с этим он значительно более удобен для управляемой гипотензии и анестезиологической практике, чем длительнодействующие ганглиоблокаторы, такие, как бензогексоний и пентамин.
По сравнению с применяемым для этих же целей зарубежным препаратом арфонадом (Arfonad) имехин менее токсичен и действует менее длительно. Имехин может также применяться для купирования гипертонических кризов и при отёках лёгких и головного мозга.
Вводят имехин внутривенно.
Для управляемой гипотензии применяют капельное введение 0,01 % раствора (1:10000); для этого разводят 1 мл 1 % раствора в 100 мл изотонического раствора натрия хлорида или 5 % раствора глюкозы; вводят со скоростью 90—120 капель в минуту.
По достижении необходимого эффекта количество капель уменьшают до 30—50 в минуту. При недостаточном гипотензивном эффекте увеличивают концентрацию раствора имехина до 1:5000.
Препарат можно вводить также однократно или дробно в дозе 5—7—10 мг (0,5—0,7—1 мл 1 % раствора) в 5—7—10 мл изотонического раствора натрия хлорида или 5 % раствора глюкозы. Вводят медленно сразу или дробно по 2—3 мл и с 3—4-минутными интервалами. Продолжительность гипотензивного действия составляет 4—20 мин.
Можно также начать с одномоментного введения 5—10 мл 0,1 % раствора, затем перейти на капельное введение.
После прекращения введения раствора имехина артериальное давление восстанавливается обычно через 4—15 мин.
При фторотановом наркозе и применении тубокурарина гипотензивное действие имехина может быть более сильным.

## Противопоказания
Побочные явления и противопоказания такие же, как для всей группы ганглиоблокирующих препаратов.

## Физические свойства
Белый кристаллический порошок горького вкуса. Легко растворим в воде и спирте; рН 1 % водного раствора 5,5—7,0. Раствор стерилизуют при +100 °C в течение 30 мин.

## Форма выпуска
Форма выпуска: 1% раствор в ампулах по 1 и 2 мл.